# Rick Danko

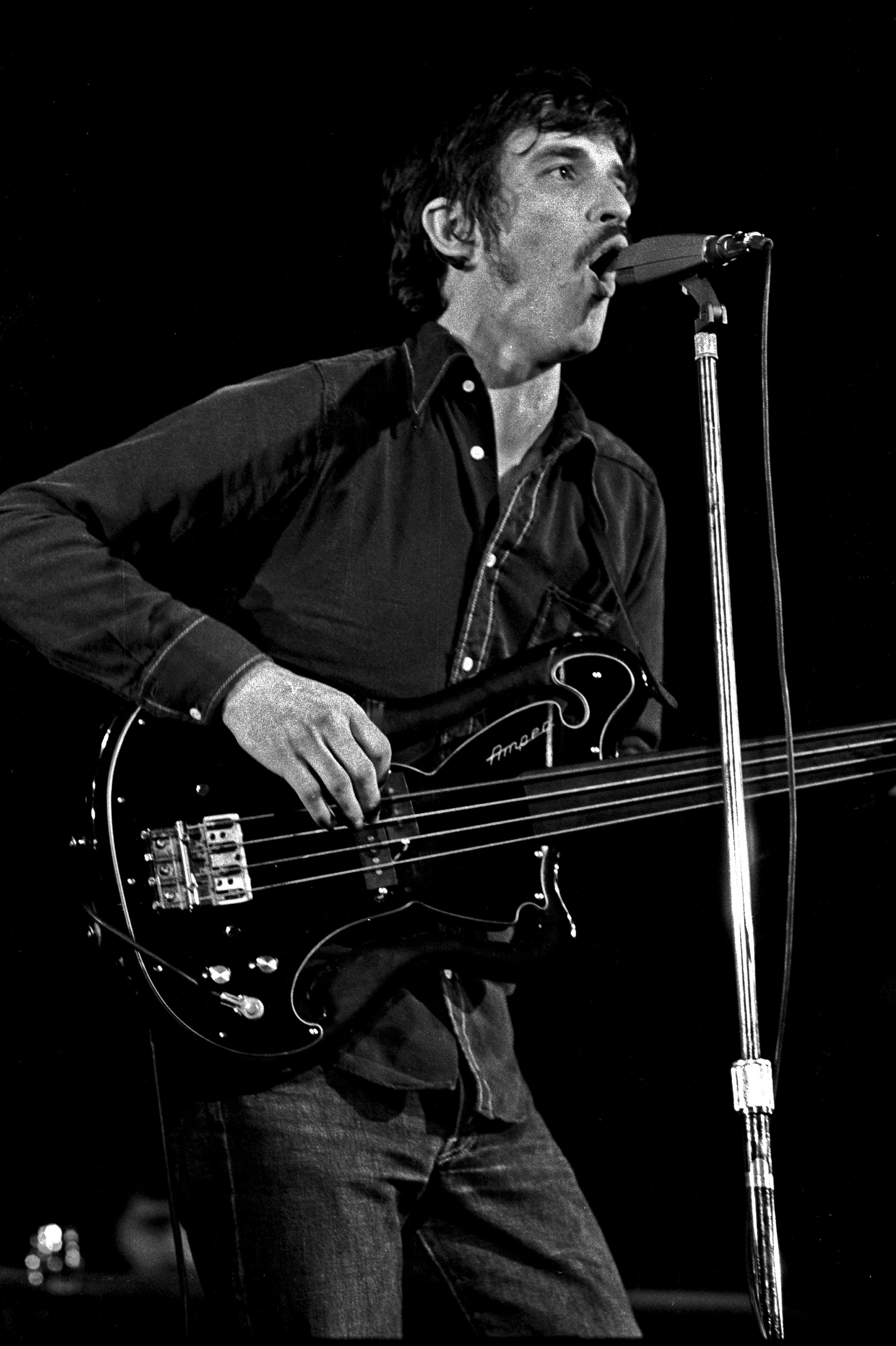
Rick Danko bij een optreden met The Band in Hamburg in 1971

Richard Clare "Rick" Danko (Green's Corners, Ontario, 29 december 1943 – Woodstock, New York, 10 december 1999) was een Canadese basgitarist, songwriter en rockzanger die deel uitmaakte van The Band, een Canadees-Amerikaanse rockband.

## Levensloop
Hij werd geboren in landelijk gebied nabij de stad Simcoe uit een Canadese familie van Oekraïense afkomst. Hij groeide op met country & western- en R&B-muziek en bewonderde vooral Hank Williams en Sam Cooke. Ook zijn zes jaar jongere broer Terry Danko werd een bekende singer-songwriter en multi-instrumentalist. 
Als veertienjarige stopte hij met school voor een carrière in de muziek. Drie jaar later werd hij slaggitarist, later basgitarist, van "The Hawks", de begeleidingsgroep van rockabilly-zanger Ronnie Hawkins. Daar leerde hij drummer Levon Helm en gitarist Robbie Robertson kennen. Na hem voegden ook pianist Richard Manuel en organist Garth Hudson zich bij deze groep, die toen gold als een van de beste in Canada. 

### The Band
Toen Danko in 1963 ruzie kreeg met Hawkins, nam de groep het voor hem op. Zij namen ontslag, gingen zelfstandig verder als "Levon and The Hawks" en hadden veel succes in het clubcircuit. In 1965 vroeg Bob Dylan hen om met hem te gaan optreden. Ze begeleidden zijn overgang van folkrock naar de meer 'heavy' rockmuziek en maakten met hem de grote tournee door de Verenigde Staten, Europa en Australië die legendarisch is geworden door de vijandige reacties van een deel van het publiek. Vervolgens woonde de groep, die zich nu "The Band" noemde, met Dylan in het huis 'Big Pink' in West Saugerties, Woodstock, waar de Basement Tapes werden opgenomen. Danko droeg daaraan als co-auteur onder meer de song This Wheel's on Fire bij. 
Na Dylans vertrek voelde The Band zich vrij zijn eigen muziek te maken, wat resulteerde in een reeks invloedrijke albums, waarvan vooral Music from Big Pink (1968), The Band (1969), Stage Fright (1970) en Northern Lights - Southern Cross (1974) klassiekers zijn geworden. The Band gold nu als een van de belangrijkste groepen op het Noord-Amerikaanse continent. Rick Danko's aandeel bestond uit het bespelen van niet alleen de basgitaar, maar zo nodig ook allerlei andere instrumenten, zoals de viool, terwijl zijn karakteristieke stem de sfeer van veel nummers bepaalde. Vooral in meer emotionele songs, zoals Unfaithful Servant, Stage Fright, It Makes No Difference en Endless Highway, maakte zijn zang grote indruk. Als songwriter werd hij al spoedig overvleugeld door Robertson, al benadrukte Levon Helm later dat de songs van The Band eerder het resultaat waren van groepswerk dan van één man. 
Het succes eiste zijn tol. Aanvankelijk stond The Band bekend als een groep ingetogen, hardwerkende musici, maar naarmate hun populariteit groter werd, raakten ook zij verstrikt in drugs en drank. Naast Richard Manuel, die zich ontwikkelde tot alcoholist, was het vooral ook Rick Danko die verslaafd raakte aan verdovende middelen. Het beïnvloedde de sfeer in The Band en ook hun muziek, die tekenen van vermoeidheid begon te vertonen. Vooral Robbie Robertson kreeg genoeg van het leven 'on the road'. Hij forceerde het eind van The Band, nadat er eerst nog in november 1976 een afscheidsconcert was gehouden in San Francisco dat bekend is geworden als The Last Waltz en verfilmd werd door Martin Scorsese. In die film is Danko te zien terwijl hij een fragment uit een van zijn solocomposities, Sip the Wine, uitprobeert. Gevraagd naar de toekomst zonder The Band, antwoordt hij dat hij "gewoon mooie muziek" wil maken.

### Na The Band

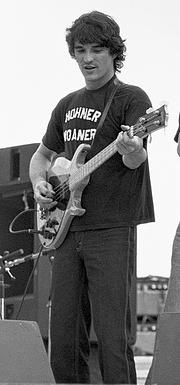
Rick Danko tijdens de Woodstock-reünie in 1979

In 1977 kwam zijn eerste solo-album Rick Danko uit, waaraan alle andere Band-leden hun bijdrage leverden, evenals zijn broer Terry en Ronnie Wood, Blondie Chaplin, Doug Sahm, Tim Drummond en Eric Clapton. Hij schreef de songs samen met Bobby Charles en Emmett Grogan. Het album had weinig commercieel succes en de al opgenomen opvolger werd niet uitgebracht (delen ervan kwamen pas in 2005 postuum uit op Cryin' Heart Blues) 
In de jaren tachtig en negentig maakte Danko deel uit van de opnieuw gevormde Band (zonder Robbie Robertson en de overleden Richard Manuel) die met de nieuwe leden Jim Weider, Randy Ciarlante en Richard Bell drie cd's maakte. Hij werkte ook samen met onder anderen Eric Andersen en Jonas Fjeld, Eric Clapton, Ringo Starr, Van Morrison en Sinéad O'Connor. Hij leverde bijdragen aan allerlei cd's van anderen en maakte zelf ook een aantal cd's, zoals Live on Breeze Hill (1999) en het postuum verschenen Times Like These.
De roem uit de gloriejaren van de oude Band was echter definitief voorbij en bovendien had Danko ernstige gezondheidspoblemen. Op een tournee door Japan in 1997 werd hij gearresteerd en later veroordeeld wegens drugsbezit. Hij had heroïne het land in gesmokkeld. Zijn ernstige verslaving aan heroïne en morfine was - volgens zijn verklaring voor de rechtbank - begonnen na een auto-ongeluk in 1968, toen hij pijnstillers nodig had. Daarnaast had hij astma en een slechte hartconditie. In zijn laatste jaren maakte hij een ongezonde en opgeblazen indruk, maar zijn enthousiasme bij het maken van muziek was er niet minder om. Op 10 december 1999 gaf zijn hart het definitief op en stierf Rick Danko in zijn slaap.

## Citaten
- "I think Rick was one of the greatest and most soulful singers I've ever heard. Definitely, the most original bass player I've ever heard and one of the kindest hearts to have ever graced this planet". (Robbie Robertson)
- "Rick's singing had a tremendous influence on me - I think you have to be a great musician before you can sing like that". (Eric Clapton)

## Discografie
- 1977: Rick Danko
- 1991: Danko/Fjeld/Andersen (met Jonas Fjeld en Eric Andersen)
- 1994: Ridin' on the Blinds (met Jonas Fjeld en Eric Andersen)
- 1997: Rick Danko in Concert
- 1999: Live on Breeze Hill

Postuum uitgebracht
- 2000: Times Like These
- 2002: One More Shot (met Jonas Fjeld en Eric Andersen)
- 2005: Cryin' Heart Blues
- 2011: Tin Angel (compilatie, 2 cd's)
- 2019: Live at the Horseman Saloon, 22nd March, 1985 (met Richard Manuel, 2 cd's)